# Intrados (aéronautique)

Vocabulaire aéronautique utilisé pour décrire les profils aéronautiques

Pour les articles homonymes, voir Intrados.
En aéronautique, l'intrados d'un profil porteur non symétrique (présentant une cambrure) est la face opposée à la cambrure, quel que soit le sens de la portance. C'est là où se trouve la surpression. L'intrados d'un profil porteur symétrique est la face opposée à la portance.
En d'autres termes : 
- pour une aile d'avion, c'est la surface inférieure (celle qui est dirigée du côté opposé à la portance) ;
- pour une pale d'hélice, c'est la surface arrière (celle qui est dirigée du côté opposé à la traction).

Ceci, en supposant que le profil présente une portance positive — vers le haut ou vers l'avant.